# Banksia oblongifolia
Banksia oblongifolia é uma espécie de arbusto da família Proteaceae endêmica da Austrália. Foi descrita cientificamente pelo botânico Antonio José Cavanilles.